# Валь-де-Ф'є
Валь-де-Ф'є (фр. Val-de-Fier) — колишній муніципалітет у Франції, у регіоні Овернь-Рона-Альпи, департамент Верхня Савоя. Населення — 592 осіб (2011).
Муніципалітет був розташований на відстані близько 430 км на південний схід від Парижа, 85 км на схід від Ліона, 18 км на захід від Ансі.

## Історія
До 2015 року муніципалітет перебував у складі регіону Рона-Альпи. Від 1 січня 2016 року належав до нового об'єднаного регіону Овернь-Рона-Альпи.
1 січня 2019 року Валь-де-Ф'є і Вальєр було об'єднано в новий муніципалітет Вальєр-сюр-Ф'є.

## Демографія
Динаміка населення (INSEE ):
Розподіл населення за віком та статтю (2006):
| Стать | Всього | До 15 років | 15-24 | 25-44 | 45-64 | 65-85 | Понад 85 |
| --- | ------ | ----------- | ----- | ----- | ----- | ----- | -------- |
| Чоловіки | 256    | 49          | 13    | 93    | 75    | 26    | 0        |
| Жінки | 253    | 49          | 36    | 66    | 80    | 22    | 0        |
| \| Статево-вікова піраміда \| Статево-вікова піраміда \| Статево-вікова піраміда \| \| ----------------------- \| ----------------------- \| ----------------------- \| \| Чоловіки \| Вік \| Жінки \| \| 0 \| 85 + \| 0 \| \| 0 \| 80-84 \| 0 \| \| 4 \| 75-79 \| 0 \| \| 4 \| 70-74 \| 13 \| \| 18 \| 65-69 \| 9 \| \| 18 \| 60-64 \| 18 \| \| 22 \| 55-59 \| 27 \| \| 22 \| 50-54 \| 22 \| \| 13 \| 45-49 \| 13 \| \| 31 \| 40-44 \| 18 \| \| 22 \| 35-39 \| 13 \| \| 22 \| 30-34 \| 22 \| \| 18 \| 25-29 \| 13 \| \| 9 \| 20-24 \| 9 \| \| 4 \| 15-20 \| 27 \| \| 9 \| 10-14 \| 18 \| \| 31 \| 5-9 \| 13 \| \| 9 \| 0-4 \| 18 \| |        |             |       |       |       |       |          |
| Статево-вікова піраміда |        |             |       |       |       |       |          |
| Чоловіки | Вік    | Жінки       |       |       |       |       |          |
| 0 | 85 +   | 0           |       |       |       |       |          |
| 0 | 80-84  | 0           |       |       |       |       |          |
| 4 | 75-79  | 0           |       |       |       |       |          |
| 4 | 70-74  | 13          |       |       |       |       |          |
| 18 | 65-69  | 9           |       |       |       |       |          |
| 18 | 60-64  | 18          |       |       |       |       |          |
| 22 | 55-59  | 27          |       |       |       |       |          |
| 22 | 50-54  | 22          |       |       |       |       |          |
| 13 | 45-49  | 13          |       |       |       |       |          |
| 31 | 40-44  | 18          |       |       |       |       |          |
| 22 | 35-39  | 13          |       |       |       |       |          |
| 22 | 30-34  | 22          |       |       |       |       |          |
| 18 | 25-29  | 13          |       |       |       |       |          |
| 9 | 20-24  | 9           |       |       |       |       |          |
| 4 | 15-20  | 27          |       |       |       |       |          |
| 9 | 10-14  | 18          |       |       |       |       |          |
| 31 | 5-9    | 13          |       |       |       |       |          |
| 9 | 0-4    | 18          |       |       |       |       |          |

## Економіка
2010 року серед 345 осіб працездатного віку (15—64 років) 269 були активними, 76 — неактивними (показник активності 78,0%, у 1999 році було 68,8%). З 269 активних мешканців працювали 252 особи (140 чоловіків та 112 жінок), безробітними було 17 (5 чоловіків та 12 жінок). Серед 76 неактивних 27 осіб було учнями чи студентами, 29 — пенсіонерами, 20 були неактивними з інших причин.

У 2010 році в муніципалітеті числилось 230 оподаткованих домогосподарств, у яких проживали 613,0 особи, медіана доходів виносила 19 767 євро на одного особоспоживача